# NGC 3870
NGC 3870 é uma galáxia lenticular (S0) localizada na direcção da constelação de Ursa Major. Possui uma declinação de +50° 12' 02" e uma ascensão recta de 11 horas, 45 minutos e 56,6 segundos.
A galáxia NGC 3870 foi descoberta em 17 de Março de 1790 por William Herschel.